# Jens-Christian Wittig
Jens-Christian Wittig (* 1962 in Weimar) ist ein deutscher Landschaftsarchitekt, Stadtplaner und Künstler.

## Leben
Wittig studierte 1983 bis 1989 Landschaftsarchitektur, Städtebau und im Abendstudium Bildende Kunst an der TU Dresden und der Hochschule für Bildende Künste Dresden. Seit 1992 ist er freischaffend tätig.
Künstlerische Arbeiten entstanden seit den 1980er Jahren.

## Kunst-Publikationen
- Cross Over - Painted by a lense Vol 1, ed. JCW fine art foto scapes, Weimar 2018
- Eternal Blue. Painted by a Lense Vol 2, ed. JCW fine art foto scapes, Weimar 2019

## Auszeichnungen
- Thüringer Landschaftsarchitekturpreis 2002 für Projekt Brühler Garten, Erfurt[1]
- Thüringer Landschaftsarchitekturpreis 2004 für die Verbindungsachse Altstadt-Bahnhofsquartier Nordhausen (ARGE WWP Wittig Dr. Worschech & Partner)[2]

## Filmbeiträge
- Der Zukunftsplaner, Regie: Anna Schmidt, MDR 2004.